# 合併 (企業)
合併（がっぺい、amalgamation/merger）とは、法定の手続に従って、複数の法人その他の事業体が一つの法人その他の事業体になること。ただし、一般的な意味での「合併」は平等な条件や規模での結合を示し、両者に差が大きくある場合は合併とは呼ばずに、吸収や買収などと表現される。

## 合併の理論
合併は、企業組織再編の手法の一つで、会社と会社とが結合する手法として、企業の再編や統合に比較的古くから用いられてきた。M&Aの一大手法であり、買収との違いは法人格の消滅を伴うことである。
法理論において合併と比較されてきたのが事業譲渡であり、ドイツでは古くから合併と事業譲渡（または大規模な売買契約）との違いは何かという議論があった。
ドイツにおける1860年代から1880年代半ば頃の理論では、合併（吸収合併）とは、合併当事者のうち一社が解散し、消滅会社は解散しても清算手続は開始されず、解散した会社の債権債務が存続会社に包括承継されることと考えられた。のちにドイツでは合併対価に株式を含むことが要件かどうかも議論となった。

### 人格合一説と現物出資説
人格合一説は、合併とは2社以上の会社が契約（合併契約）を締結し合同して一つの会社とする行為をいうとする学説である。現物出資説は、合併を現物出資をもってする資本増加の一種であるとする学説である。
人格合一説が法律上の通説である。ただし人格合一説と現物出資説の対立は1960年代には飽和状態となり実益の大きい議論ではなくなった。

### 合併の対価に関する学説
1880年代半ばまでドイツでは合併対価は株式に限定されるものではないと考えられていた。しかし、印紙税法の解釈をめぐる判決をきっかけに、1890年代になると合併の特徴には存続会社が消滅会社の株主に対して株式を交付し存続会社の株主に交付することも要件と考えられるようになった。
このように合併対価については合併対価株式限定説と合併対価非限定説があった。
しかし、1882年にイタリアの商法は会社の合併について合併対価非限定説を採用した。アメリカ合衆国でも100年間にわたって判例を通して合併対価非限定説の結論にたどりついている。
日本でも2006年5月に会社法が施行され、合併対価の柔軟化から、合併対価は存続会社の株式に限定しないこと（存続会社の社債や新株予約権さらに金銭等も可能）となった。

### 合併の会計理論
詳細は合併会計を参照。
合併の性質の捉え方として、企業会計上、二つの相反する考え方がある。
- 持分プーリング法
合併法人が単に被合併法人の人格をそのまま引き継ぐのであるから、移転する資産は簿価で移転するものと捉える。（人格合一）
- パーチェス法
合併法人が被合併法人の資産を時価で購入したものと捉える。（現物出資）

国際的な会計は「時価主義」を基本原則としており「パーチェス法」を用いることが優先される傾向である。日本でも企業会計基準第21号「企業結合に関する会計基準」により、持分プーリング法が廃止され、2010年4月1日以降に実施される企業結合（合併）にはパーチェス法が適用されることとなった。この背景には、会計基準のコンバージェンス（収斂）を推進するねらいがある。

## 合併の種類

### 吸収合併・新設合併
- 吸収合併（merger/merger by absorption/transfer of engagements等）
吸収合併とは、合併後に存続する会社（存続会社）に対して合併により消滅する会社（消滅会社）の権利義務の一切を承継させる合併をいう[7]。
- 新設合併（consolidation/merger by formation of a new company/amalgamation等）
新設合併とは、合併を行う全当事者が消滅する会社（消滅会社）となり新たに成立した会社（設立会社）に権利義務の一切を承継させることをいう[7]。

社会的慣用表現としては、特に事業規模や知名度の大小関係に大きな差がある場合でも「吸収合併」と呼ぶことがある。この場合では、対等合併に対応する言葉として用いられているが、これはあくまで、社会的慣用表現である。
なお、吸収合併のうち、事業規模が小さい会社を存続会社とする合併を「逆さ合併」と呼ぶことがある。逆さ合併をあえて行う背景には、合併差損の回避や、繰越欠損金の控除ができるといった利点があることが挙げられる。

### 交付金合併
交付金合併とは、吸収合併のうち、消滅会社の株主に対する合併対価として存続会社から金銭のみが交付されるものをいう。

### 三角合併
三角合併とは、消滅会社の株主に交付する合併対価として、存続会社の株式ではなく、その親会社や関係会社の株式が交付されるものをいう

### 無対価合併
無対価合併とは、消滅会社の株主に対する合併対価が何も交付されないものをいう。

### 対等合併
対等合併とは、税務上または経営上用いられる概念で、消滅会社の株式1株に対し存続会社や設立会社の株式1株を交付する合併をいう。
合併比率は、両社の資産負債の状況、収益力、ブランド力あるいは経営者の資質などあらゆる観点を比較することにより決定される。なお、合併比率で折り合いがつかない場合などには、実務的には、金銭（合併交付金）などを調整のため交付する場合もある。

### 国際合併
国際合併とは、吸収合併のうち、異なる国の法律を設立の準拠法とする会社間で行われる合併をいう。

## 日本における合併
会社が合併する場合、会社法に基づいて行うが、他の法律により規制が設けられている場合がある（「合併の規制」を参照）。
合併を行う場合の方式としては、吸収合併と新設合併がある。
吸収合併とは、合併の当事者となる会社のうちの一つの会社を存続会社として残し、その余の会社の権利義務を存続会社に承継させて消滅させるものをいう（会社法2条27号）。例えば、A社とB社が合併するケースで、A社がB社の権利義務を承継し、B社は消滅することになる。ここでいう存続とは法人格の存続をいう。但し、特例有限会社は会社法の施行に伴う関係法律の整備等に関する法律（平成17年法律第87号）第37条の規定により吸収合併存続会社となることはできない（この為、特例有限会社同士の吸収合併もできない。）。
新設合併とは、合併の当事者となる各会社を解散して、新たに設立する会社に全て承継させる方式をいう（会社法2条28号）。例えば、新たに設立されたC社に、A社およびB社の権利義務を承継させることになる。
実際の合併では、吸収合併によることがほとんどである。新設合併は、株式上場企業の場合には改めて上場申請を要することや、銀行など許認可や事業免許を要する業種では許認可や免許の再取得が必要となるなど事務手続きの処理が非常に煩雑となるためである。特に銀行や航空会社の新設合併は免許取得が既存法人に対して行われかつその手続きに日数を要するため困難である。過去の銀行や航空会社で新設合併は、政府の政策が主導となって合併したものである（一県一行主義や、特定合併で設立されたなみはや銀行など）。
新設合併の例には、2003年の三越、名古屋三越、千葉三越、鹿児島三越及び福岡三越が合併し、新たに三越が設立された例がある。また、戦時統制下による近畿日本鉄道発足時においても新設合併が行われている。
なお、会社以外についても合併の手続きが定められている（後述）。
この節で、会社法は条数のみ記載する。

### 吸収合併の手続
存続会社は、合併後消滅する会社から自己株式を承継する場合、取得することができる（155条）。

#### 契約
- 合併契約の締結

合併をする会社は、合併契約を締結しなければならない（749条）。

#### 承認
- 吸収合併契約等の承認等（783条）

原則として、吸収合併消滅株式会社は、効力発生日の前日までに、株主総会の決議によって、吸収合併契約の承認を受けなければならない（783条1項）。その株主総会の決議は、当該株主総会において議決権を行使することができる株主の議決権の過半数（三分の一以上の割合を定款で定めた場合にあっては、その割合以上）を有する株主が出席し、出席した当該株主の議決権の三分の二（これを上回る割合を定款で定めた場合にあっては、その割合）以上に当たる多数をもって行わなければならない（309条2項12号）。
- 吸収合併契約等に関する書面等の備置き及び閲覧等(782条)

消滅株式会社等は、吸収合併契約等備置開始日から吸収合併等が効力発生日後6箇月を経過する日までの間、吸収合併契約等の内容等を記載し、又は記録した書面又は電磁的記録をその本店に備え置かなければならない。
- 吸収合併契約等の承認等（795条）

原則として、吸収合併存続株式会社は、効力発生日の前日までに、株主総会の決議によって、吸収合併契約の承認を受けなければならない（795条1項）。その株主総会の決議は、当該株主総会において議決権を行使することができる株主の議決権の過半数（三分の一以上の割合を定款で定めた場合にあっては、その割合以上）を有する株主が出席し、出席した当該株主の議決権の三分の二（これを上回る割合を定款で定めた場合にあっては、その割合）以上に当たる多数をもって行わなければならない（309条2項12号）。
- 吸収合併契約等の承認を要しない場合等(796条)

一定の条件を満たす合併ならば、簡易合併も認められている。

#### 株式買取請求
反対株主の株式買取請求権（785条）

#### 債権者保護手続
消滅株式会社等に対する吸収合併等についての債権者の異議(789条)
存続株式会社等に対する債権者の異議(799条)

#### 吸収合併の登記
(921条)

### 新設合併の手続

#### 契約
- 合併契約の締結

合併をする会社は、合併契約を締結しなければならない（749条）。
株式会社を設立する新設合併契約（753条）

#### 承認
- 新設合併契約等の承認（804条）

新設合併消滅株式会社は、株主総会の決議によって、新設合併契約の承認を受けなければならない。その株主総会の決議は、当該株主総会において議決権を行使することができる株主の議決権の過半数（三分の一以上の割合を定款で定めた場合にあっては、その割合以上）を有する株主が出席し、出席した当該株主の議決権の三分の二（これを上回る割合を定款で定めた場合にあっては、その割合）以上に当たる多数をもって行わなければならない（309条2項12号）。

#### 株式買取請求
反対株主の株式買取請求権（806条）

#### 債権者保護手続
消滅株式会社等に対する新設合併等についての債権者の異議(810条)

#### 新設合併の登記
(922条)

### 三角合併
日本の商法・旧会社編は、消滅会社の株主には、存続会社の株式を旧株式に代えて交付する方式の合併を想定していたが、2006年5月1日から施行された会社法においては、施行後1年後に、対価を存続会社の株式に限らないいわゆる柔軟な対価による合併を認めることとした。これにより、存続会社自身の株式ではなく、存続会社の親会社の株式を交付する方式も可能となった。

### 合併の規制
- 合併の種類による規制

銀行法30条以下、保険業法159条以下、その他各業法に規定
- 経済・財政法上の規制

私的独占の禁止及び公正取引の確保に関する法律（独占禁止法）15条・18条ほか
- その他の合併規制

法人ノ役員処罰ニ関スル法律など

### 合併後の商号
合併後の商号は自由に変更することができるため、存続会社の商号が使用されるとは限らない。合併後の商号については、合併前のいずれかの商号を使用する場合（主に事業規模や知名度の大小関係に大きな差がある場合）、旧商号の一部や全部を合体させる場合、全く新しい商号を採用する場合に分けられる。
また、商号の変更が可能であるから、商号の存続（その本質としては事業規模や知名度の大小関係）と、法人格の存続とは必ずしもリンクしない。存続法人が消滅法人の使用していた商号を継承する場合もある。その場合は、形式上は存続会社の法人格が存続しているが、外観上や実質上は消滅会社が存続していることになる（「逆さ合併」も参照）。パワードコムや西武鉄道などのケースでは、商号は、消滅した被合併側のものを継続して使用している。
対等合併やそれほど差のない合併で両者の社名を合体する場合、対等にするために日本表記と英表記で両者の社名があべこべになることがある。（代表例：三井住友銀行（英表記：Sumitomo Mitsui Banking Corporation）など）
一例として、かつて、株式分割に制限が設けられていた時代には、急成長した企業が、株式の額面変更を目的として、休眠会社（あるいは休眠状態に近い会社）を存続会社としつつ商号は消滅会社（以下、旧法人と記す）と同じ商号を用いるパターンの吸収合併が行われる例が少なからずあった。合併比率を活用することで、株式分割とほぼ同等の効果が得られる。ただし、たとえば合併比率が1:100の場合、101分の1は存続法人の合併前からの株主であるため、効果だけを見ても必ずしも株式分割と同じではない。加えて、旧法人は合併により消滅するため、会社設立日が、事業で見た場合の会社の歴史とは何ら関係のない日（形式上の存続法人の設立日）になる（企業の中には、時に、IR情報等においても旧法人の設立日を明示したり、吸収合併でありながら新設合併のように合併日を設立日としたりする例を散見するが、これは誤りである。）ほか、旧法人が上場企業の場合には旧法人が消滅するために証券コードが変更になる（存続法人が別途新規に上場することになるため）。
（下記の「合併後の名称例」も参照）

### 合併の税務
税務上も企業会計上の考え方を反映し、適格合併とそれ以外の合併（通称、非適格合併と呼ばれる。）に区分し、それぞれ異なる取り扱いを行っている。
通常の合併は、被合併法人の資産が、時価により合併法人に譲渡されるものと構成される。したがって、被合併法人の最後事業年度において、その有する資産の譲渡益又は譲渡損を計上し、精算されて課税を受けた後、いわば時価評価された後の資産負債を合併法人に移転することとなる。被合併法人の欠損金は引き継がれることはない。また、被合併法人の株主においても旧株を譲渡し新株を取得する際に、旧株のキャピタル・ゲインに課税されるほか、みなし配当課税も生じうる。
これに対し適格合併は、被合併法人の資産が、簿価のまま合併法人に引き継がれることとなる。これにより、たとえ被合併法人の資産に多額の含み益があったとしても、その課税を受けずに合併法人に引継ぎすることができる。また、繰越欠損金の引継ぎも原則として認められている。なお、被合併法人の株主は、旧株の簿価と同額で新株を取得したものとされるため課税関係は生じない。但し、適格合併であってもみなし共同事業要件を満たさない特定適格合併に該当すると、繰越欠損金の引継ぎ制限及び使用制限や特定資産譲渡等損失額の損金算入制限のしばりを受ける。
非適格合併になると、会社及び株主に合併時に税負担が生じるので、合併を円滑にするためには適格合併であることが必須要件とされている。そして、現実に行われている合併はほぼ全てが適格合併の要件を満たすように行われる。これらの適格要件は、合併を利用した課税逃れを防止する観点から規定されている。

#### 適格合併の要件(法人税法2条12号の8)
被合併法人の株主等に合併法人株式又は合併親法人株式のいずれか一方の株式または出資以外の資産(剰余金の配当等及び反対株主への買取請求に基づく対価として交付される資産を除く）が交付されないこと（柱書）
会社法上は現金による合併の対価の支払が可能だが、そのような合併スキームは適格合併に該当しない
以上の要件を満たした場合で適格合併とされる要件は複雑であるが、大別すれば、次の3つのパターンに分類できる。
1.合併法人が完全親子関係にあるパターン（同号イ）
この場合は他に特に要件はない
2.合併法人が被合併法人の株式の50%以上を保有しているパターン（同号ロ）
次のいずれの要件をすべて満たすことが必要
被合併法人の従業員のおおむね80%以上に相当する数の者が当該合併後に合併法人の業務に従事することが見込まれていること(同号(1))
被合併法人の当該合併前に営む主要な事業が合併後に合併法人において引き続き営まれることが見込まれていること(同号(2))
3.合併法人と被合併法人が共同して事業を営もうとしているパターン（同号ハ）
被合併法人と合併法人とが共同で事業を営むための合併として政令で定めるもの（施行令4条の2第4項、通称共同事業要件）とされ、次の要件を全て満たすもの
1.被合併法人の被合併事業（被合併法人の合併前の主要な事業のうちいずれかの事業をいう）と合併法人の合併事業（合併法人の合併前の主要な事業のうちいずれかの事業をいう）とが相互に関連するものであること
2.被合併法人の被合併事業と合併法人の合併事業（被合併事業に関連するものに限る）のそれぞれの売上金額、それぞれの従業者の数、資本金の額等の規模の割合のいずれか1つがおおむね5倍を超えないこと
又は合併前の被合併法人の特定役員（社長、副社長、代表取締役、代表執行役、専務取締役若しくは常務取締役又はこれらに準ずる者をいう。）のいずれかと合併法人の特定役員のいずれかとが合併後に合併法人の特定役員となることが見込まれていること。
3.被合併法人の合併の直前の従業者のうち、その総数のおおむね80%に相当する数の者が合併後に合併法人の業務に従事することが見込まれていること。
4.被合併法人の被合併事業（合併法人の合併事業と関連する事業に限る。）が当該合併後に当該合併法人において引き続き営まれることが見込まれていること。
5.合併直前の被合併会社の株主等で合併の対価として交付を受ける合併会社の株式又は合併親会社株式の全部を継続して保有すると見込まれる者のが有する被合併法人の株式（無議決権株式を除く）を合計した数が被合併会社の発行済株式数（無議決権株式等は除く）の総数が80%以上であること。（被合併法人の株主が50人以上の場合はこの要件は適用されない。）

### 会社以外の合併
日本法では、会社以外にも、一般社団法人、一般財団法人、中小企業等協同組合、信用金庫、労働金庫、生活協同組合、農業協同組合、水産業協同組合、農業共済組合、漁業共済組合、酒類業組合、森林組合、相互会社、船主相互保険組合、漁船保険組合、監査法人、税理士法人、弁護士法人、外国法事務弁護士法人、特許業務法人、司法書士法人、行政書士法人、社会保険労務士法人、土地家屋調査士法人、投資法人、医療法人、社会福祉法人、農住組合、商工会、商工会議所、会員金融商品取引所、会員商品取引所、信用保証協会、農業信用基金協会、漁業信用基金協会、勤労者財産形成基金、学校法人、特定非営利活動法人、更生保護法人、地方独立行政法人、防災街区計画整備組合などのさまざまな法人形態について合併の手続が法定されているほか、一定限度で異なる形態の間の合併（保険業を営む株式会社と相互会社の間、銀行または長期信用銀行である株式会社、信用協同組合、信用金庫および労働金庫のいずれかの間）と）も認められている。また、信託についても「信託の併合」という合併類似の制度が法定されている。法域によっては法人格のない団体についても合併の手続が法定されている。

## 米国における合併
米国の法制度では包括承継という概念が定立されているわけではない。しかし、19世紀以降の判決の積み重ねによって合併時には包括承継を生じることが確立されている。
米国では1890年代まで合併では消滅会社の株主に対して存続会社の株式を交付して存続会社の株主となることが要件と考えられていた。しかし、1893年にニュージャージー州で合併対価として社債を交付できるよう緩和された。1925年3月にはネバダ州が合併対価として現金を交付できる法律を制定した。1929年に世界恐慌が起きると、ニューヨーク州では公共事業会社の親子会社関係を速やかに解消することが必要となったため合併対価に証券や現金等を認める略式合併の制度が設けられた。
合併対価の柔軟化については憲法違反が争われたが、1949年にニューヨーク州最高裁は憲法違反ではないとしたほか、1959年にはデラウェア州最高裁が合併時の現金交付を認める判決を出している。その後は合併対価に現金を認める州が多くなった。

## 合併後の名称例

### 双方の名前を継いだもの
主に対等合併企業に多い。
- 石川島播磨重工業（石川島重工業+播磨造船所。現・IHI。日本で初めて双方の名前を継いだもの）
- 第一勧業銀行（第一銀行+日本勧業銀行。後の（旧）みずほ銀行／みずほコーポレート銀行。法人格上は、（旧）みずほ銀行となったが、2013年にみずほコーポレート銀行に吸収合併されたため、みずほコーポレート銀行改め（現）みずほ銀行は、みずほコーポレート銀行の法人格上の前身である旧富士銀行のものを継承している）
- 東京三菱銀行（東京銀行+三菱銀行。現三菱UFJ銀行）
- 三菱東京UFJ銀行（東京三菱銀行+UFJ銀行：名前が長すぎる意見があったが、双方が譲らなかったため。2018年4月に三菱UFJ銀行と改称）
- 太陽神戸銀行（太陽銀行+神戸銀行）
- 太陽神戸三井銀行（太陽神戸銀行+三井銀行。1992年4月にさくら銀行と改称）
- 協和埼玉銀行（協和銀行+埼玉銀行。1992年9月にあさひ銀行と改称）

なお、太陽神戸三井銀行と協和埼玉銀行で使用していたロゴタイプなどについては、銀行名変更後もそのまま使用された。
- （旧）三井住友銀行（三井銀行（合併時点ではさくら銀行）+住友銀行。ただし、現在の三井住友銀行は、わかしお銀行との逆さ合併による、消滅行の名称をそのまま引き継いだもの）
- 関東つくば銀行（関東銀行+つくば銀行）
- 青森みちのく銀行（青森銀行+みちのく銀行）
- 近畿大阪銀行（近畿銀行+大阪銀行）
- 中央三井信託銀行（中央信託銀行+三井信託銀行。現三井住友信託銀行）
- 三菱UFJ信託銀行（三菱信託銀行+UFJ信託銀行）
- 足利小山信用金庫（足利信用金庫+小山信用金庫）
- 市川東葛信用金庫（市川信用金庫+東葛信用組合。現東京ベイ信用金庫）
- 足立成和信用金庫（足立信用金庫+成和信用金庫）
- 三浦藤沢信用金庫（三浦信用金庫+藤沢信用金庫。現かながわ信用金庫）
- 新川水橋信用金庫（新川信用金庫+水橋信用金庫。現にいかわ信用金庫）
- 氷見伏木信用金庫（氷見信用金庫+伏木信用金庫）
- のと共栄信用金庫（能登信用金庫+共栄信用金庫）
- 北伊勢上野信用金庫（北伊勢信用金庫+上野信用金庫）
- 摂津水都信用金庫（摂津信用金庫+水都信用金庫。現北おおさか信用金庫）
- 大牟田柳川信用金庫（大牟田信用金庫+柳川信用金庫）
- ダイムラー・クライスラー（ダイムラー・ベンツ+クライスラーコーポレーション。2007年に合併を解消、ダイムラー社とクライスラー社に分離）
- ロッキード・マーティン（ロッキード+マーティン・マリエッタ）
  - マーティン・マリエッタ（グレン・L・マーティン+アメリカン・マリエッタ）
- 吉野家ディー・アンド・シー（吉野家+D&C：すでにD&C（ダンキンドーナツ）の事業は撤退したが、D&Cの意志を継ぎ、敢えて社名はそのままにしていたが、持株会社への移行により、吉野家ホールディングスとなった。）
- 明治安田生命保険（明治生命保険+安田生命保険）
- 東京海上日動火災保険（東京海上火災保険+日動火災海上保険）
- 三井住友海上火災保険（三井海上火災保険+住友海上火災保険）
- 損害保険ジャパン日本興亜（損害保険ジャパン+日本興亜損害保険）
  - 日本興亜損害保険（日本火災海上保険+興亜火災海上保険）
- スクウェア・エニックス（スクウェア+エニックス）
- タカラトミー（タカラ+トミー）
- 昭和シェル石油（昭和石油+シェル石油）
- コニカミノルタ（コニカ+ミノルタ）
- 第一三共（第一製薬+三共）
- 大日本住友製薬（大日本製薬+住友製薬）
- 田辺三菱製薬（田辺製薬+三菱ウェルファーマ）
- JXTGエネルギー（JXエネルギー+東燃ゼネラル石油）
  - 東燃ゼネラル石油（東燃+ゼネラル石油）
- サークルKサンクス（サークルK+サンクス。厳密には、サークルケイジャパン（存続）+シーアンドエス（持株会社・消滅）+サンクスアンドアソシエイツ（消滅））
- 京阪神急行電鉄（阪神急行電鉄+（旧）京阪電気鉄道。現阪急阪神ホールディングス。京阪側は京阪神急行鉄道を希望していた。）
- 三井住友建設（三井建設+住友建設）
- 商船三井（大阪商船三井船舶=（大阪商船+三井船舶）+ナビックスライン=（ジャパンライン=（日東商船+大同海運）+山下新日本汽船=（山下汽船+新日本汽船）））
- 南海辰村建設（南海建設+辰村組）
- あいおいニッセイ同和損害保険（あいおい損害保険+ニッセイ同和損害保険。なお、あいおい損害保険（大東京火災海上保険+千代田火災海上保険）、ニッセイ同和損害保険（同和火災海上保険+ニッセイ損害保険）共に合併した企業である）
- 岩田屋三越（岩田屋+福岡三越）
- ハスクバーナ・ゼノア（ハスクバーナ（日本法人）+ゼノア（小松ゼノア（現:コマツユーティリティー）の農林機器部門が分離））
- 東京芝浦電気（東京電気+芝浦製作所。現・東芝）
- 秩父小野田（秩父セメント+小野田セメント。後述の太平洋セメントの前身）
- 横河北辰電機（横河電機製作所+北辰電機製作所。現在の横河電機）
- 大同ほくさん（大同酸素+ほくさん（←北海酸素）。現・エア・ウォーター）
- NSユナイテッド海運（新和海運+日鉄海運。社名に冠する"NS"とは母体企業・旧日本製鐵、および日鉄海運の支配株主で合併会社の筆頭株主として支配株主の一社に加わった・新日本製鐵より由来。加えて"NS"の"S"は存続会社である"新和"の"S"にもかかっている）
- エア・ウォーター・エモト（江本工業+エア・ウォーター・リビング。現・パナソニック エコソリューションズAWE）
- マツキヨココカラ&カンパニー（マツモトキヨシグループ+ココカラファイングループ）

### 片方しか継いでいないもの
主に吸収合併企業に多い。
- 三井住友銀行（+わかしお銀行：ただし法人としてはわかしお銀行を継承している）
- りそな銀行（+奈良銀行）
- 紀陽銀行（+和歌山銀行）
- 山隂合同銀行（+ふそう銀行。現山陰合同銀行）
- 伊予銀行（+東邦相互銀行）
- 親和銀行（+九州銀行）
- 北洋銀行（+札幌銀行）
- 関西アーバン銀行（+びわこ銀行）
- 水戸信用金庫（+磯原信用金庫、後に那珂湊信用金庫・龍ケ崎信用金庫・土浦信用金庫も）
- 千葉信用金庫（+両総信用金庫、後に木更津信用金庫・成田信用金庫も）
- 東京シティ信用金庫（+日本橋信用金庫+東商信用金庫+京橋信用金庫+帝都信用金庫）
- 東武信用金庫（+三光信用金庫。現東京東信用金庫）
- 芝信用金庫（+東調布信用金庫）
- 金沢信用金庫（+加南信用金庫、後に福光信用金庫も）
- 興能信用金庫（+高浜信用組合）
- 沼津信用金庫（+駿河信用金庫）
- 三島信用金庫（+伊豆信用金庫）
- 島根中央信用金庫（+大田信用金庫、後に出雲信用組合も：ただし法人としては大田信用金庫を継承している）
- 津和野信用金庫（+西京信用組合。現西中国信用金庫）
- 玉島信用金庫（+倉敷信用金庫）
- 備北信用金庫（+新見信用金庫）
- 広島信用金庫（+大竹信用金庫）
- 下関信用金庫（+豊浦信用金庫。現西中国信用金庫）
- 高松信用金庫（+坂出信用金庫、後にさぬき信用金庫も）
- 高鍋信用金庫（+西諸信用金庫）
- 鹿児島相互信用金庫（+鹿児島企業信用金庫、後に川内信用金庫も）
- コザ信用金庫（+沖縄信用金庫）
- 北陸コカ・コーラボトリング（+長野コカ・コーラボトリング）
- どん（+フォルクス：ただし法人としてはフォルクスを継承している）
- 日産自動車（+プリンス自動車工業）
- 日産プリンス鳥取販売（+日産サティオ鳥取：ただし法人としては日産サティオ鳥取を継承している）
- 岡山日産自動車（+山陽日産モーター：ただし法人としては山陽日産モーターを継承している）
- 広島日産自動車（+広陽日産モーター：ただし法人としては広陽日産モーターを継承している）
- 愛媛日産自動車（+日産サティオ愛媛：ただし法人としては日産サティオ愛媛を継承している）
- 日産プリンス広島販売（+日産サティオ広島）
- 日産プリンス山口販売（+日産サティオ山口：ただし法人としては日産サティオ山口を継承している）
- 伊藤忠商事（+安宅産業）
- 新日本海新聞社（+ザ・プレス大阪）
- 朝日放送（+大阪テレビ放送）
- ジェイコム関東（+ジェイコム大和、後にジェイコム群馬・ジェイコムせたまち・調布ケーブルテレビジョンも）
- ジェイコム湘南（+藤沢ケーブルテレビ+シーエーティーヴィ横須賀：ただし法人としては藤沢ケーブルテレビを継承している）
- ZTV（+滋賀ケーブルネットワーク）
- ふれあいチャンネル（+ケーブルシティ22、後に中国ケーブルビジョン・安芸ケーブルテレビも）
- ダイエー（+忠実屋・ユニードダイエー・ダイナハ・日本ドリーム観光）
- ローソン（+サンチェーン、ダイエーコンビニエンスシステムズを経て）
- グルメシティ近畿（+ヒカリ屋：ただし店舗ブランドとして存続）
- イオンリテール（+マイカル+イオンマルシェ）
- イオン九州（+マイカル九州+旭ジャスコ（旭ジャスコ ← ヤーク））
- イオンモール（+ダイヤモンドシティ）
- ユアーズ（+丸和：ただし店舗ブランドとして存続）
- 豊田通商（+トーメン）
- 京セラ（+ヤシカ）
- 王子製紙（+本州製紙：合併時は新王子製紙（王子製紙+神崎製紙））
- ソニー（+アイワ：ただしブランド名として残っている）
- コスモ石油（+大協石油+丸善石油、のちにアジア石油も。ただし法人としては大協石油を継承している）
- ボッシュ（+ゼクセルなど）
- 日本郵船（+昭和海運）
- 日本航空（+日本エアシステム：ただし統合時点では、持株会社日本航空システムを新設する形式を取っている）
- 日本航空インターナショナル（+日本航空ジャパン）
- 日ノ丸自動車（+米子交通+山陰中央鉄道）
- 一畑電気鉄道（+出雲鉄道+島根鉄道：持株会社への移行（名称は一畑電気鉄道のまま変更なし）により、鉄道事業は一畑電車に分離）
- 両備バス（+西大寺鉄道：現両備ホールディングス）
- サンデン交通（+長鉄バス）
- HOYA（+ペンタックス）
- 西武鉄道（武蔵野鉄道+西武鉄道（旧）+食糧増産：ただし法人としては武蔵野鉄道を継承している）
- 京阪バス（+京阪宇治交通+京阪宇治交通田辺：ただし京阪宇治交通の実質的な後継会社は京阪宇治バス）
- 西鉄観光バス（+九州観光バス+西鉄北九州観光：ただし法人としては九州観光バスを継承している）
- 京阪宇治バス→京都京阪バス（+京阪シティバス）
- バンダイナムコゲームス（+バンプレスト：ただし、同名の別法人に一部事業を譲渡。）
- マルカン（マルカン ← 関西昆虫センター（ペットショップ三松堂の昆虫部門が起源））（+サンライズ（サンライズ ← サンライズ工業株式会社 ← サンライズ工業）+ニッソー（ニッソー ← 日本水槽工業））
- みずほ証券（+新光証券：ただし法人としては新光証券を継承している）
- 沖電工（+岡電気工事+中部電気工事+名護外線工事+宮古電気工事：沖電工は三社との合併前の沖縄電気工事に由来する）
- ディースリー・パブリッシャー（+ディースリー。子会社が直接親会社を合併する異例のパターン）
- 民主党（+自由党）
- ヒューリック（＋昭栄：ただし法人としては昭栄を継承している）
- コナミデジタルエンタテインメント（+ハドソン。ハドソンはコナミデジタルエンタテインメントのブランド名のひとつとして現存するが、後にコナミブランドに統一された。）
- 十六銀行（+岐阜銀行）
- 神戸新聞社（+デイリースポーツ社）

なお、デイリースポーツの編集部門は2012年12月に『株式会社 デイリースポーツ（旧・中四国デイリースポーツ社）』に移管したが、移管後も神戸新聞社がデイリースポーツの発行元となっている（2013年4月時点）。
- クレシア （+十條キンバリー：ただし法人としては十條キンバリーを継承している。現：日本製紙クレシア）
- プロミス（+三洋信販）
- ファミリーマート（+エーエム・ピーエム・ジャパン、のちにココストアとサークルKサンクスも。ただし、法人としてはサークルKサンクスを継承している）
- 第一三共ヘルスケア（+ゼファーマ）

### 一部のみ継いだもの
主に地元企業同士の合併に多い。
- 三菱UFJフィナンシャル・グループ（三菱東京フィナンシャル・グループ+UFJホールディングス）
- 西日本シティ銀行（西日本銀行+福岡シティ銀行）
- 熊本ファミリー銀行（熊本銀行+肥後ファミリー銀行　現熊本銀行）
- にいかわ信用金庫（新川水橋信用金庫+滑川信用金庫）
- おかやま信用金庫（岡山相互信用金庫+岡山信用金庫+玉野信用金庫）
- KDDI(KDD+IDO+DDI)
- メディパルホールディングス（クラヤ薬品+三星堂+東京医薬品：クラヤ三星堂から吸収分割・経営統合を経て）
- 新光証券（新日本証券+和光証券：現在は旧法人を吸収合併したみずほ証券）
- 三菱UFJ証券（三菱証券+UFJつばさ証券：現三菱UFJ証券ホールディングス）
- 三井化学（三井東圧化学+三井石油化学工業）
- 三菱化学（三菱化成+三菱油化）
- 三菱重工業（三菱造船（西日本重工業）+新三菱重工業（中日本重工業）+三菱新日本重工業（東日本重工業）
- イオン北海道（北海道ニチイ+ホクホー：マイカル北海道、ポスフールを経て）
- 東海ラジオ放送（近畿東海放送（近畿東海放送 ← ラジオ三重）+ラジオ東海（ラジオ東海 ← 岐阜放送（現在の岐阜放送とは無関係）））
- スズキビジネス（スズキ不動産+スズキハウス+オートリメッサ+スズキの特販事業+スズキ輸送梱包の石油事業）
- 三井住友信託銀行（住友信託銀行＋中央三井信託銀行＋中央三井アセット信託銀行）
- 昭和日タン（昭和油槽船+日本タンカー）
- 高松琴平電気鉄道（高松電気軌道+琴平電鉄+讃岐電鉄）
- ライオン(ライオン歯磨+ライオン油脂：ただし法人としてはライオン歯磨を継承している)

### 全体または一部を継ぎ、+αのもの
- 関西みらい銀行（関西アーバン銀行+近畿大阪銀行）
- 関西アーバン銀行（関西銀行+関西さわやか銀行）
- テレビ朝日（全国朝日放送+エーサットサンイン）
- RKB毎日放送（ラジオ九州［略称：RKB］+西部毎日テレビジョン）
- ジェイコムさいたま（浦和ケーブル・テレビ・ネットワーク+メディアさいたま）
- トコちゃんねる静岡（静岡ケーブルネットワーク+ハイパーネット静岡）
- ジェイコムウエスト（ジェイコム関西+ケーブルウエスト+北摂ケーブルネット）
- ケーブルネット神戸芦屋（こうべケーブルテレビ+ケーブルコミュニケーション芦屋、後に六甲アイランドケーブルビジョン・ケーブルテレビ神戸も）
- ひろしまケーブルテレビ（広島シティケーブルテレビ+広島ケーブルビジョン）
- ジェイコム北九州（ケーブルステーション北九州+北九州ケーブルテレビ）
- 国際十王交通（国際ハイヤー+十王自動車）
- 出雲一畑交通（出雲一畑タクシー+平田一畑タクシー）
- 両備ホールディングス（両備バス+両備運輸）
- 三菱マテリアル（三菱金属+三菱鉱業セメント）
- JX日鉱日石エネルギー（新日本石油+新日本石油精製+ジャパンエナジー）
- ペプシコ（ペプシコーラ+フリトレー（フリト+H.W.レー））
- ココカラファイン（ココカラファイン ホールディングス+アライドハーツ・ホールディングス）
- グリコ栄養食品（江崎グリコ栄食+グリコハム（グリコハム(後に分社化後、エスフーズに全株を譲渡してフードリエとなる。)) ← グリコ畜産（+グリコ那須畜産協同）））
- スイトトラベル（スイトタクシー+旭トラベルサービス。:ただし、スイトタクシーはスイトトラベルのタクシー事業のブランド名として現存）
- 札幌みらい中央青果（丸果札幌青果+札幌ホクレン青果）
- オリックス・バファローズ（オリックス・ブルーウェーブ+大阪近鉄バファローズ）

### 完全に名前が変わったもの
- アステラス製薬／ゼファーマ（藤沢薬品工業+山之内製薬：後にゼファーマは第一三共ヘルスケアに吸収合併される）
- メディセオ（クラヤ三星堂（旧・クラヤ三星堂分割準備）+千秋薬品+潮田クラヤ三星堂+やまひろクラヤ三星堂+平成薬品+井筒クラヤ三星堂）
- ジャパン・フード&リカー・アライアンス（忠勇+丸金醤油：マルキン忠勇を経て）
- コカ・コーラウエスト（北九州コカ・コーラボトリング+山陽コカ・コーラボトリング[注釈 1]+近畿コカ・コーラボトリング+三笠コカ・コーラボトリング）
- コカ・コーライーストジャパン（コカ・コーラ セントラル ジャパン[注釈 2]+東京コカ・コーラボトリング+三国コカ・コーラボトリング+利根コカ・コーラボトリング）
- 双日（日商岩井+ニチメン。後に、持株・事業会社合併により、法人格上は双日HD(旧・ニチメン・日商岩井HD)のものを継承）
- (旧)みずほ銀行／みずほコーポレート銀行（第一勧業銀行+富士銀行+日本興業銀行、法人格上は、第一勧銀が(旧)みずほ銀行に改称、富士銀が興銀を吸収合併してみずほコーポレート銀行に改称。2013年にみずほコーポレート銀行が(旧)みずほ銀行を吸収合併し、みずほ銀行に改称。このため、現在のみずほ銀行は、旧富士銀の法人格を継承している）
- UFJ銀行（三和銀行+東海銀行。現三菱UFJ銀行）
- りそな銀行／埼玉りそな銀行（あさひ銀行+大和銀行、法人格上は大和銀行があさひ銀行を吸収合併し、りそな銀行に改称。埼玉りそな銀行は、受け皿会社として先行して設立され、両行の合併と同時に、浦和支店を除くあさひ銀行の埼玉県店舗と東京都内のあさひ銀行3店舗を吸収分割により営業開始している）
- みちのく銀行（青和銀行+弘前相互銀行。現青森みちのく銀行）
- 北都銀行（羽後銀行+秋田あけぼの銀行）
- きらやか銀行（山形しあわせ銀行+殖産銀行）
- みなと銀行（阪神銀行+みどり銀行）
- もみじ銀行（広島総合銀行+せとうち銀行）
- 杜の都信用金庫（仙台信用金庫+塩竈信用金庫）
- しののめ信用金庫（かんら信用金庫+多野信用金庫+ぐんま信用金庫）
- 東京ベイ信用金庫（市川東葛信用金庫+城東信用金庫、後に松戸信用金庫も）
- 東都中央信用金庫（同栄信用金庫+港信用金庫。現さわやか信用金庫）
- さわやか信用金庫（東都中央信用金庫+東京産業信用金庫）
- 東京東信用金庫（東武信用金庫+中央信用金庫+協和信用金庫+大東信用金庫、後に小岩信用金庫も）
- 西京信用金庫（大同信用金庫+共栄信用金庫）
- さがみ信用金庫（小田原信用金庫+足柄信用金庫、後に箱根信用金庫も）
- アルプス中央信用金庫（伊那信用金庫+赤穂信用金庫）
- いちい信用金庫（一宮信用金庫+津島信用金庫+愛北信用金庫）
- 滋賀中央信用金庫（彦根信用金庫+近江八幡信用金庫）
- 京都北都信用金庫（北京都信用金庫+丹後中央信用金庫+網野信用金庫+丹後織物信用組合、後に舞鶴信用金庫・東舞鶴信用金庫・綾部信用金庫・福知山信用金庫も）
- 阪奈信用金庫（枚岡信用金庫+東大阪信用金庫、後に富士信用金庫も。現大阪東信用金庫）
- 大阪東信用金庫（阪奈信用金庫+八光信用金庫）
- 摂津信用金庫（吹田信用金庫+高槻信用金庫。摂津水都信用金庫を経て現北おおさか信用金庫）
- 北おおさか信用金庫（摂津水都信用金庫+十三信用金庫）
- 中兵庫信用金庫（氷上信用金庫+多紀郡信用金庫）
- 南海信用金庫（黒江信用金庫+箕島信用金庫。現きのくに信用金庫）
- きのくに信用金庫（南海信用金庫+和歌山信用金庫+紀州信用金庫、後に湯浅信用金庫も）
- しまね信用金庫（松江信用金庫+雲南信用金庫）
- 日本海信用金庫（浜田信用金庫+江津信用金庫）
- しまなみ信用金庫（かもめ信用金庫+福鞆信用金庫）
- 広島みどり信用金庫（庄原信用金庫+三次信用金庫）
- 西中国信用金庫（下関信用金庫+吉南信用金庫+宇部信用金庫+津和野信用金庫）
- 愛媛信用金庫（今治信用金庫+松山信用金庫、後に八幡浜信用金庫・伊豫信用金庫・三津浜信用金庫も）
- 東予信用金庫（新居浜信用金庫+伊予三島信用金庫）
- 福岡ひびき信用金庫（北九州八幡信用金庫+若松信用金庫、後に新北九州信用金庫・門司信用金庫・直方信用金庫・築上信用金庫も）
- たちばな信用金庫（諫早信用金庫+長崎信用金庫）
- 損害保険ジャパン（安田火災海上保険+日産火災海上保険、後に大成火災海上保険も。現損害保険ジャパン日本興亜）
- セディナ（オーエムシーカード+セントナルファイナンス+クオーク、クオークも元々は東京総合信用+日本総合信用）
- ジェイコム千葉（スーパーネットワークユー+ケーブルネットワークやちよ+木更津ケーブルテレビ）
- ジェイコム東京（杉並ケーブルテレビ+ケーブルテレビネリマ、後にシティケーブルビジョン府中・ケーブルコミュニケーション小金井・国分寺も）
- （旧）ジェイコム湘南（ケーブルテレビちがさき+寒川ケーブルテレビ。現ジェイコム湘南（旧藤沢ケーブルテレビ））
- 鳥取中央有線放送（東伯地区有線放送+ケーブルビジョン東ほうき）
- 三井食品（小網＋三友食品、三友小網を経て）
- 新日本製鐵（八幡製鐵＋富士製鐵：2012年10月に住友金属工業を吸収合併し、新日鐵住金に改称）
- エア・ウォーター（大同ほくさん＋共同酸素）
- ジェイテクト（豊田工機+光洋精工）
- TEMCO（豊通エンジニアリング+トーメンテクノソリューションズ。現豊通マシナリー）
- 日本製紙（十條製紙+山陽国策パルプ、後に大昭和製紙も）
- 太平洋セメント（秩父小野田+日本セメント）
- 朝日カーメンテナンス（三進自動車+足利自修工業）
- 新和海運（日鐵汽船＋東邦海運）
- 近畿日本鉄道（関西急行鉄道+南海鉄道）
- 西日本鉄道（九州電気軌道+九州鉄道 (2代)+福博電車+筑前参宮鉄道+博多湾鉄道汽船）
- 東京急行電鉄【大東急】（東京横浜電鉄+京浜電気鉄道+小田急電鉄）
- （旧）中国バス（ニコニコバス+尾道鉄道：2006年12月22日に両備グループの（新）中国バスに事業継承）
- クラシエフーズ（鐘紡ハリス（鐘紡+ハリス）+立花製菓+和泉製菓+渡辺製菓、カネボウ食品、カネボウ食品本部（鐘紡本体に吸収合併されて）、カネボウフーズ（カネボウ食品本部+ベルフーズ）を経て）
- イオン (企業)（岡田屋+フタギ+シロ+カワムラ+ジャスコ（初代）、ジャスコ（2代目）を経て）
- イオン九州（九州ジャスコ+ホームワイド）
- マックスバリュ中部（フレックス+アコレ+中部ウエルマート+マックスバリュ名古屋）
- マイカル（内外商事+セルフハトヤ+ヤマト小林商店+岡本商店+エルピス：ニチイを経て）
- ココカラファインヘルスケア（セガミメディクス+セイジョー+ジップドラッグ+ライフォート+スズラン薬局+メディカルインデックス、のちにコダマ・くすりのえびなも）
- MAGES.（AG-ONE+5pb.）
- 西日本新聞（福岡日日新聞+九州日報）
- 宮崎第一信用金庫(宮崎都城信用金庫(宮崎信用金庫+都城信用金庫)+南郷信用金庫(日南信用金庫事から事業譲渡を経て))

## 統計
- 福岡県の場合は、合併によって設立した会社数は、1868年（明治元年）から1893年（明治26年）まで25年間で113件、1902年（明治35年）まで9年間で290件、1912年（明治45年）まで10年間で398件と[11]、顕著に増加した。